# Anthony Terras
Anthony Joseph Terras (* 21. Juni 1985 in Marseille) ist ein französischer Sportschütze in der Disziplin Skeet.

## Erfolge
Anthony Terras nahm an vier Olympischen Spielen teil. 2004 belegte er in Athen den neunten Rang, vier Jahre darauf erreichte er in Peking das Finale. Dieses schloss er mit insgesamt 144 Punkten ab und musste gegen Antonis Nikolaidis ins Stechen um den Gewinn der Bronzemedaille. Nach je zwei getroffenen Zielen verfehlte Nikolaidis im Gegensatz zu Terras das dritte Ziel, sodass Terras Dritter wurde. 2012 kam er in London nicht über den 17. Platz hinaus. Bei den Olympischen Spielen 2016 in Rio de Janeiro erzielte er 121 Punkte und lag mit vier Konkurrenten auf dem fünften Rang. Im Stechen um die zwei Qualifikationsplätze für das Finale schied Terras bereits nach vier Zielen aus und schloss den Wettbewerb somit auf dem achten Gesamtrang ab.
Terras wurde 2014 in Granada und 2015 in Lonato del Garda im Einzel Vizeweltmeister. Mit der Mannschaft sicherte er sich zunächst 2010 in München und auch 2014 in Granada die Bronzemedaille, ehe er mit ihr 2015 in Lonato del Garda und 2018 in Changwon den Titel gewann. Bei den Europaspielen 2015 in Baku sicherte sich Terras gemeinsam mit Lucie Anastassiou die Goldmedaille im Mixed-Wettkampf.